# Glyphognathus
Glyphognathus is een geslacht van vliesvleugeligen uit de familie Pteromalidae. De wetenschappelijke naam van dit geslacht is voor het eerst geldig gepubliceerd in 1956 door Graham.

## Soorten
Het geslacht Glyphognathus omvat de volgende soorten:
- Glyphognathus convexus (Delucchi, 1953)
- Glyphognathus flammeus (Delucchi, 1953)
- Glyphognathus laevigatus (Delucchi, 1953)
- Glyphognathus laevis (Delucchi, 1953)
- Glyphognathus nitidus (Delucchi, 1955)
- Glyphognathus sinuatus (Kamijo, 1960)